# Euthalia schoenigi
Euthalia schoenigi är en fjärilsart som beskrevs av Schröder och Colin G.Treadaway 1978. Euthalia schoenigi ingår i släktet Euthalia och familjen praktfjärilar. Inga underarter finns listade i Catalogue of Life.